# 延长县
延长县是中国陕西省延安市所辖的一个县。区域总面积为2295平方公里，常住人口約12万人。

## 行政区划
延长县下辖1个街道办事处、7个镇：
七里村街道、黑家堡镇、郑庄镇、张家滩镇、交口镇、雷赤镇、罗子山镇和安沟镇。

## 人口民族
根据第七次人口普查数据，截至2020年11月1日零时，常住人口为117965人。